# Sociedad Cultural Deportivo Recreativa Anaitasuna
Die Sociedad Cultural Deportivo Recreativa Anaitasuna (deutsch etwa: Freizeitsportverein Bruderschaft) ist ein spanischer Sportclub aus Pamplona. Unter dem Namen Helvetia Anaitasuna spielte die erste Männer-Mannschaft der Handballsparte auch in der Liga Asobal.
Im Verein werden die Sportarten Handball, Hallenfußball, Rhythmische Sportgymnastik, Gewichtheben, Judo, Bergsteigen, Schwimmen, Kanufahren, Seniorensport, Synchronschwimmen, Gerätetauchen und Tischtennis angeboten.

## Geschichte des Gesamtvereins
Im März entstand bei dem Zusammenschluss der Fußballmannschaften Hércules und Club Academia Mosquera der Verein Club Deportivo Anaitasuna. Nach der Fußballabteilung entstanden auch Abteilungen für Basketball, Radsport, Tischtennis und Handball, 1951 kam das Bergsteigen dazu. Im Jahr 1952 wurde dann der Verein Sociedad Cultural Deportivo Recreativa Anaitasuna gegründet. Am 29. November 1968 wurde der Grundstein gelegt für den Sportkomplex des Vereins, der 1971 eingeweiht wurde.

## Abteilung Handball

### Geschichte
Ab 1946 wurde Feldhandball gespielt, allerdings mit wenig Erfolg. Die Handballabteilung der Sociedad Cultural Deportivo Recreativa Anaitasuna, die Hallenhandball betrieb, entstand 1957 als eine der ersten Abteilungen des Vereins.

### Männer
1960 wurde die Meisterschaft der Region Navarro errungen. 1965 stieg man in die Primera División auf, 1967 in die División de Honor Plata. Im Jahr 1968 wurden die drei Anaitasuna-Spieler Jesús Baquedano, José Luis Hualde und Mintxo Ibarrola in die spanische Nationalmannschaft berufen. Das Jahr 1979 brachte den Abstieg aus der División de Honor Plata. In den Jahren 1990 und 1994 wurde der Wiederaufstieg knapp verfehlt.
Von 2011 bis 2025 spielte die Mannschaft ununterbrochen in der Liga Asobal. Sie stand 2016 im Finale der Copa del Rey und 2017 im Finale der Supercopa. Das Team spielte international im EHF-Pokal, in der Spielzeit 2015/16 und der Spielzeit 2017/18 schied es nach der Gruppenphase aus, 2016/17 schaffte man es ins Viertelfinale. Nach der Saison 2024/2025 stieg die Mannschaft in die zweite Liga ab.
Trainer der ersten Männer-Mannschaft war in der Spielzeit 2021/22 Enrique Domínguez Munáiz. Davor waren Aitor Etxaburu (2010–2014), Cruz Ibero, Jesús Jericó, Eduardo Goñi, Andrés Pérez Indart, Sebas Jáuregui, Raúl Azcona, Txema Urdiain, Txema Senosiain und Juanto Apezetxea als Trainer tätig.

### Frauen
Die Frauen des Vereins spielen in der Saison 2022/2023 in der dritten Liga, der División de Honor Plata.